# Pearlies

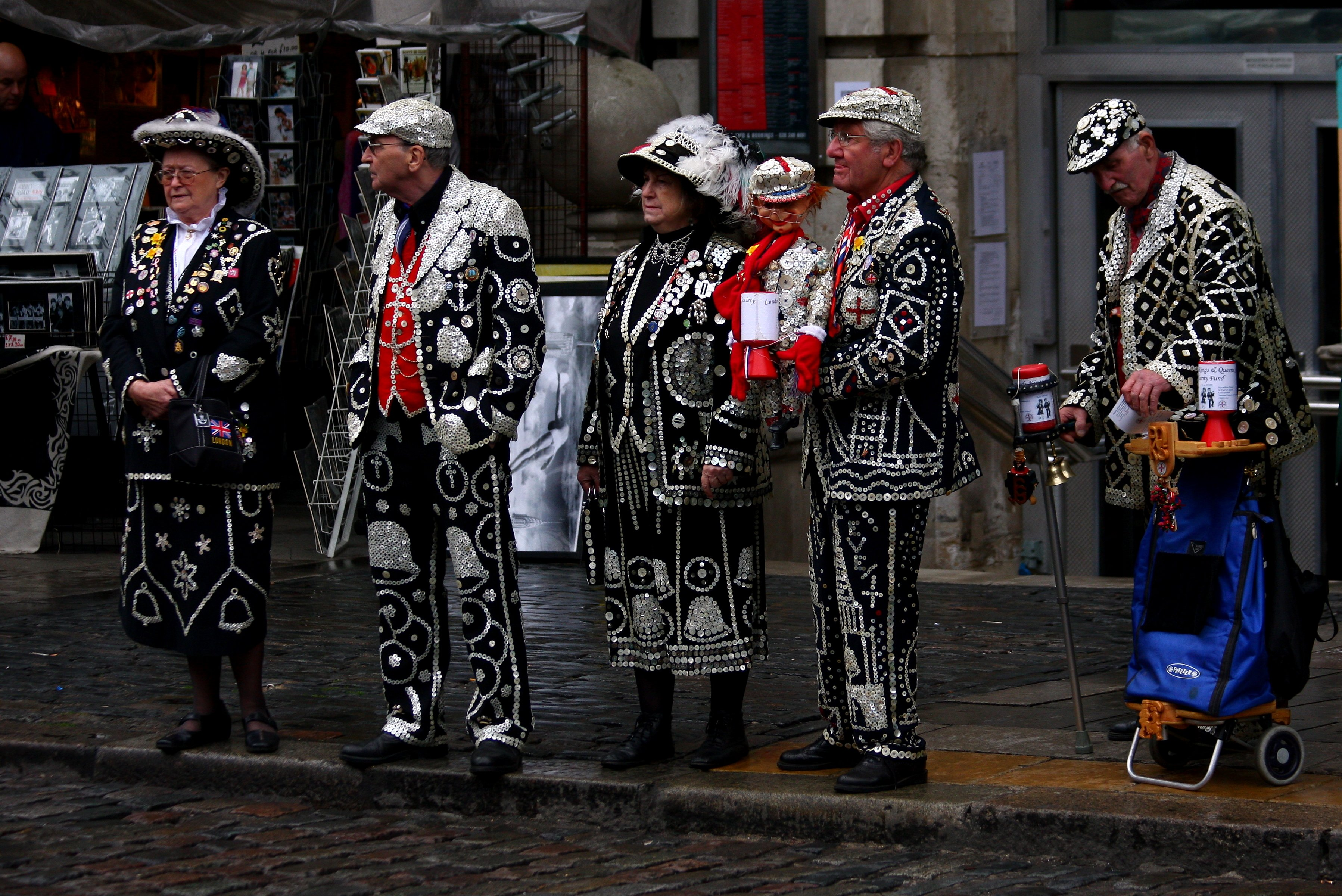
Pearly Kings und Pearly Queens

Die Pearlies ist der Sammelbegriff für die Pearly Kings und Pearly Queens, die eine traditionelle Wohlfahrtsorganisation in London bilden.
Die Tradition der Pearlies geht auf das 19. Jh. zurück. Begründet wurde die Tradition von Henry Croft, einem Straßenkehrer, der die Mode der Straßenhändler ("Costermongers") aufnahm, sich Perlmuttknöpfe an die Hosenbeine zu nähen. Croft nähte sich derartige Knöpfe auf seinen Anzug, um so bei seinen Sammlungen für wohltätige Zwecke Aufmerksamkeit auf sich zu ziehen.
Eine erste Organisation von Pearlies wurde zu Beginn des 20. Jh. gegründet. Heute gibt es drei Gruppierungen von Pearlies. Die Original London Pearly Kings and Queens Association, die London Pearly Kings and Queens Society und die Pearly Guild.
Henry Croft starb 1930 und ein ursprünglich auf dem St Pancras and Islington Cemetery errichtetes Denkmal befindet sich heute in der Krypta von St. Martin-in-the-Fields. St Martin-in-the-Fields ist die Kirche, die die Original London Pearly Kings and Queens Association als ihre Kirche ausgewählt hat und wo sie alljährlich im Herbst ein Fest für wohltätige Zwecke veranstaltet. Die London Pearly Kings and Queens Society hat St Paul’s Church in Covent Garden als ihre Kirche ausgewählt.